# Клочко, Войтех Янович

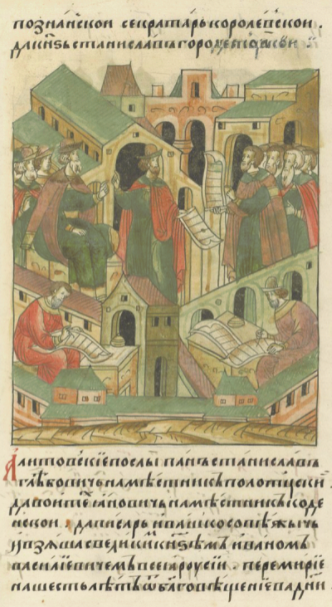
Станислав Глебович, Войтех Янович и Иван Сапега заключают мир с Великим князем Московским Иваном III Великим

Во́йтех Я́нович Кло́чко или Во́йтко Я́нович (пол. Wojciech Janowicz Kłoczko; около 1432, Луцк — 1514) — государственный, политический и дипломатический деятель Великого княжества Литовского, хорунжий надворный литовский (до 1492—1499), наместник утянский (1492—1499), ковенский (с 1499), бельский (1506—1512), маршалок господарский литовский (1500—1513), гофмейстер двора великой королевы литовской Елены Ивановны (1495—1513), староста гродненский.

## Биография
Представитель знатного шляхетского рода герба «Огоньчик». Был владельцем следующих местностей: Мижерич, Лысково, Подороска, Питухова (сегодня Изабелин), Дорохова, Потоньска, Лопеницы, Деревной и Маркова.
Известный дипломат. В 1491, 1493 (дважды), 1503, 1509 и 1511 г. участвовал в посольствах к великому князю московскому, где вëл переговоры по урегулированию конфликтных вопросов между Великим княжеством Литовским и Великим княжеством Московским.
Возможно вместе со Станиславом Глебовичем он вëл в Москве переговоры о женитьбе дочери Ивана ІІІ княгини Елены с великим князем литовским Александром. Когда свадьба состоялась стал охмистром (гофмейстером) её двора.

## Семья
Был трижды женат: на Софье Четвертинской, на Катерине Острожской и Марии Глебович. От первого брака имел сына Мацея, будущего витебского воеводу и жмудского старосту.